# Lucicutia atlantica
Lucicutia atlantica är en kräftdjursart som beskrevs av Wolfenden 1904. Lucicutia atlantica ingår i släktet Lucicutia och familjen Lucicutiidae. Inga underarter finns listade i Catalogue of Life.